# دیوید آدکولا
دیوید آدکولا (انگلیسی: David Adekola؛ زادهٔ ۱۹ مهٔ ۱۹۶۸) بازیکن سابق فوتبال اهل نیجریه است که در دهه‌های ۱۹۹۰ و ۲۰۰۰ برای باشگاه‌های مختلف انگلیسی بازی کرد.
وی در تیم‌های ملی فوتبال زیر ۲۰ سال نیجریه و نیجریه بازی کرده است.